# Евфросиния
Евфроси́ния (варианты Ефросиния, Евфросинья, Ефросинья; др.-греч. Εὐφροσύνη, от εὖ — «добро, благо» и φροντίς — «мышление, размышление»; буквально: «благомыслящая, радостная») — женское имя греческого происхождения. Евфросина — имя одной из харит в греческой мифологии. На Русь попало с христианством из Византии; было очень популярно среди низших сословий, до XVIII века — и среди высших (просторечные формы: Афросинья, Фрося), после Октябрьской революции преимущественно монашеское. От этого имени произошли фамилии Ефросинин и Фросин.

## Носительницы, известные по имени

### Святые
- Евфросиния Александрийская (V век) — преподобная; память 15 февраля и 25 сентября.
- Евфросиния Полоцкая (1110—1173) — княгиня; святая Русской церкви.
- Евфросиния Суздальская (1212 — 25 сентября 1250), княжна Черниговская.
- Евфросиния Московская, в миру Евдокия Дмитриевна (1353—1407) — супруга Дмитрия Донского; святая Русской церкви.
- Ефросинья Старицкая (? — 1569) — княгиня, урождённая Хованская, супруга Андрея Ивановича, князя старицкого, святая Русской церкви.
- Евфросиния Колюпановская (ок. 1758—1855) — княжна Вяземская, оставившая императорский двор и ставшая юродивой.

### Прочие
- Евфросиния Антоновна Керсновская (6 января 1908 — 8 марта 1994) — бессарабская помещица, русская писательница, художница, автор мемуаров. Заключённая ГУЛАГа.
- Ефросинья Фёдорова — любовница царевича Алексея Петровича.
- Евфросиния — дочь византийского императора Константина VI и его первой жены Марии Амнийской, супруга императора Михаила II.
- Ефросинья Ярославна — дочь Ярослава Осмомысла, жена Игоря, князя новгород-северского. Известна по «плачу Ярославны» — поэтической части книги «Слово о полку Игореве».